# Mussy-la-Fosse
Mussy-la-Fosse ist eine französische Gemeinde mit 95 Einwohnern (Stand 1. Januar 2022) im Département Côte-d’Or in der Region Bourgogne-Franche-Comté. Sie gehört zum Arrondissement Montbard und zum gleichnamigen Kanton Montbard.

## Geografie
Der Fluss Ozerain mündet bei Mussy-la-Fosse als rechter Nebenfluss in die Brenne.
Nachbargemeinden sind Venarey-les-Laumes im Norden, Alise-Sainte-Reine im Nordosten, Flavigny-sur-Ozerain im Osten, Pouillenay im Süden und Massingy-lès-Semur im Westen. 

## Bevölkerungsentwicklung
| Jahr                       | 1962 | 1968 | 1975 | 1982 | 1990 | 1999 | 2008 | 2015 |
| -------------------------- | ---- | ---- | ---- | ---- | ---- | ---- | ---- | ---- |
| Einwohner                  | 91   | 93   | 86   | 86   | 92   | 87   | 79   | 82   |
| Quellen: Cassini und INSEE |      |      |      |      |      |      |      |      |